# Обрио, Гуго
Гуго́ Обрио́ (фр. Hugues Aubriot; ок. 1315, Дижон — ок. 1388, Бургундия) — французский чиновник. При Карле V — прево Парижа.
Гуго Обрио родился в Дижоне, в семье буржуа. Изучал право в коллеже Дижона. В 1346 году женился на Маргерит де Поммар из богатой семьи. Однако события Столетней войны и внутренней политики нарушают спокойный ход его жизни. В 1359 году Гуго берут в заложники, в качестве гарантии выплаты долга Филиппом Руврским, герцогом Бургундии. В знак благодарности Филипп назначает его бальи Дижона.
Впоследствии королю Карлу V докладывают об успешной деятельности Обрио по благоустройству Дижона. Король призывает его в столицу, назначает прево Парижа и поручает ему ряд важных работ.
Обрио немало сделал для благоустройства Парижа. По его инициативе строится первый с галло-римских времён крытый водосток с кирпичными сводами. Он также руководит строительством портов и мостов на Сене и на Бьевре.
Помимо внутренней безопасности города, Обрио также обеспечивает безопасность внешнюю. Он сооружает защитные стены, рвы и прочие укрепления в северной части города. В 1370 году он закладывает первый камень в основание будущей Бастилии.
Во время антисемитских беспорядков в 1380 году (при вступлении на трон Карла VI) занялся защитой евреев, проводил аресты участников беспорядков, организовывал возвращение награбленного имущества. Эти действия настроили против него как народ, так и католическую церковь. Его судили по ряду обвинений (ересь, содомия, вымогательство), и несмотря на поддержку Филиппа II Смелого, герцога Бургундии, был осуждён и заточен в построенную им Бастилию; впрочем, вскоре был освобождён и впоследствии уехал из Парижа в Бургундию.